# 2971 Mohr
2971 Mohr è un asteroide della fascia principale. Scoperto nel 1980, presenta un'orbita caratterizzata da un semiasse maggiore pari a 2,2459715 UA e da un'eccentricità di 0,1176994, inclinata di 6,99806° rispetto all'eclittica.
L'asteroide è dedicato all'astronomo ceco Josef M. Mohr.